# Erzbistum Cambrai
Das Erzbistum Cambrai (lateinisch Archidioecesis Cameracensis, französisch Archidiocèse de Cambrai) ist ein im Norden Frankreichs gelegenes Bistum der römisch-katholischen Kirche mit Sitz in Cambrai. Sein Gebiet entspricht dem südlichen Teil des Départements Nord. Seit 30. März 2008 ist das Bistum dem neu erhobenen Erzbistum Lille als Suffragandiözese unterstellt.

## Geschichte
Im Jahre 580 wurde der Bischofssitz durch die Verlegung und Umbenennung des Bistums Arras begründet. Es war ein Suffraganbistum des Erzbistums Reims. Der Bistumssprengel war umfangreich und reichte bis nach Brüssel und Antwerpen.
Nach der fränkischen Reichsteilung 936 fiel Cambrai gemeinsam mit dem Mittelreich an das Ostfrankenreich, dem späteren Heiligen Römischen Reich Deutscher Nation. 1007 wurden die Bischöfe von Cambrai mit der Grafschaft Cambrai Lehnsmänner der römisch-deutschen Könige und Kaiser. Ihr weltlicher Herrschaftsbereich war das Hochstift Cambrai.
Im Jahre 1559 fand die Reorganisation der Diözesen in den damaligen Spanischen Niederlanden (umfasst die heutigen Niederlande, Belgien, Luxemburg und Nordfrankreich) auf Betreiben von Philipp II. statt. Die flandrischen Teile der Diözese wurden in das neu gegründete Bistum Gent ausgegliedert. Im Gegenzug wurde Cambrai zum Erzbistum erhoben mit den Suffraganbistümern Saint-Omer, Tournai und Namur.
1678 fiel Cambrai nach dem Französisch-Niederländischen Krieg an Frankreich, ebenso das Artois mit Saint-Omer. Tournai und Namur dagegen verblieben bei den Spanischen Niederlanden.
1802 kam es zur Säkularisation des Bistums im Zuge der französischen Revolution, die alte Kathedrale wurde zerstört und es kam zu einem Übergang ihrer Funktion an die ehemalige Abteikirche Saint-Sépulcre und zur Neuerrichtung der Diözese als Suffragan der Erzdiözese Paris bei gleichzeitiger Vergrößerung um Teile der (ehemaligen) Diözesen Tournai, Ypern und Saint-Omer.
1841 fand eine erneute Erhebung zum Erzbistum mit Arras als Suffraganbistum statt und 1913 kam es zur Neuerrichtung des Bistums Lille aus Teilen des Bistums Cambrai, welches zur Kirchenprovinz Cambrai kam.
Am 30. März 2008 wurde das bisherige Bistum Lille zum Erzbistum und Sitz des Metropoliten erhoben und das Erzbistum Cambrai diesem als Suffraganbistum unterstellt.